# Tiffany Chen
Tiffany Chen est une productrice de film hongkongais.

## Productions
- 2003 : Happy Go Luck
- 2003 : Colour of the Truth
- 2002 : Black Mask 2: City of Masks
- 2001 : La Légende de Zu
- 2001 : Love On a Diet
- 2000 : The Duel
- 2000 : Fist Power
- 1998 : The Contract Killer
- 1997 : Dragon Town Story
- 1997 : Heaven Earth Great Ambition
- 1996 : Black Mask
- 1994 : Long and Winding Road